# グルコース-1-リン酸
グルコース-1-リン酸（グルコース-1-リンさん、glucose-1-phosphate、G1P）は、1位炭素上のヒドロキシ基がリン酸化されたグルコース誘導体である。コリエステル（cori ester）とも言う。

## 反応

### 異化作用
グリコーゲン分解では、グリコーゲンホスホリラーゼの作用によってグリコーゲン分子から直接切り出される。
細胞内で使用するために、ホスホグルコムターゼの作用によってG1Pはまずグルコース-6-リン酸に変換される。グリコーゲン分解の際にグルコースではなくG1Pが切り出されてくる理由の一つは、リン酸化されたグルコースは極性が大きくなり、細胞膜を通過できなくなるためである。

### 同化作用
グリコーゲン合成では、G1PはUDP-グルコースホスホリラーゼの作用により、ウリジン三リン酸（UTP）と反応してUDP-グルコースとなる。この物質はグリコーゲン合成反応に使われ、再びグリコーゲンに取り込まれる。